# 1937 في مصر
فيما يلي قوائم الأحداث التي وقعت خلال عام 1937 في مصر.

## أفلام
من الأفلام التي صدرت هذه السنة في مصر:
- 1 يناير – سلامة في خير من إخراج نيازي مصطفى.

## مواليد

### يناير
- 1 يناير – صنع الله إبراهيم
- 1 يناير – ميرفت التلاوي سياسية مصرية.
- 1 يناير – نادية جمال
- 8 يناير – محمد نوح

### فبراير
- 10 فبراير – منصور حسن سياسي مصري.

### مارس
- 23 مارس – إبراهيم أبو العيش

### يوليو
- 19 يوليو – محمد أبو الحسن ممثل مصري.
- 20 يوليو – محمد سلطان ملحن مصري.
- 26 يوليو – ميمي الشربيني لاعب كرة قدم مصري.
- 28 يوليو – محمد أحمد هلال

### أغسطس
- 20 أغسطس – روزماري سعيد زحلان مؤرخة فلسطينية.

### سبتمبر
- 18 سبتمبر – منصور عيسوي وزير الداخلية المصري الأسبق.

### أكتوبر
- 17 أكتوبر – حازم الببلاوي رئيس وزراء مصر السابق.

### نوفمبر
- 1 نوفمبر – محمد البساطي كاتب مصري.
- 15 نوفمبر – سمير غانم ممثل مصري.

### ديسمبر
- 19 ديسمبر – محمود شريف بسيوني محامي مصري.
- 27 ديسمبر – رجاء ياقوت صالح كاتبة وأكاديمية مصرية.

## وفيات

### مايو
- 14 مايو – مصطفى صادق الرافعي (مواليد 1880) شاعر عربي.